# Huémoz
Huémoz est une localité de la commune d’Ollon, dans la région du Chablais vaudois, en Suisse. 

## Géographie
Elle est située à 1 000 mètres d'altitude et est entouré de forêts (feuillus, hêtre principalement, et conifères) et de prés. Construit sur un petit plateau le village d'Huémoz est entouré de pentes assez fortes. Dès le plat dépassé, le village s'ouvre sur la vallée du Rhône et offre un panorama sur les montagnes des Alpes vaudoises et valaisannes, en particulier sur les dents du Midi, les dents Blanches, le massif du Trient, les dents de Morcles, le massif du Muveran (Grand Muveran et Petit Muveran) ainsi que le massif de l'Argentine (Miroir d'Argentine et Lion d'Argentine). Il bénéficie d'un bel ensoleillement et d'un climat tempéré. La pluviosité est néanmoins importante en comparaison avec le Valais central. Pour indication, en 2000-2001, il est tombé 1,50 m de neige cumulée, la première neige étant tombée le 17 novembre et la dernière le 22 avril. Hiver 2009-2010, 2,09 m de neige tombée entre le 16 octobre et le 5 avril. Durant l'hiver 2013-2014, la neige était de 2,22 m, première neige le 11 octobre et dernière le 24 mars. Le grand record de neige de ces 35 dernières années (et même au-delà) est de 4,85 m tombée durant l'hiver 1998-1999.

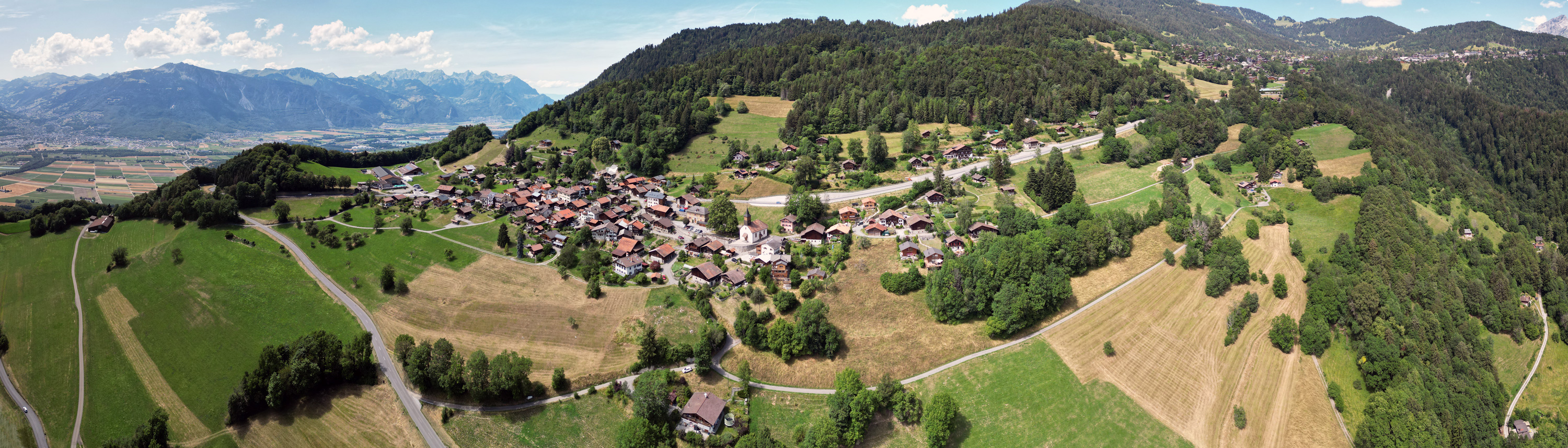
Huémoz - Vue aérienne du village

On accède au village par la route cantonale Ollon-Villars-Gryon (RC 719b, route principale H147). La ligne de bus 144 des Transports publics du Chablais (TPC) Aigle-Villars dessert les arrêts de « Huémoz, poste » et « Huémoz, Bellevue ».
En 1764, le village comptait 48 feux constitués de 169 bourgeois pour 20 habitants non-bourgeois. En 1860, il y avait 250 habitants, en 2000, 188 habitants. Au 31 décembre 2012, la commune recensait 231 habitants.

### Les Combes et Auliens[6]

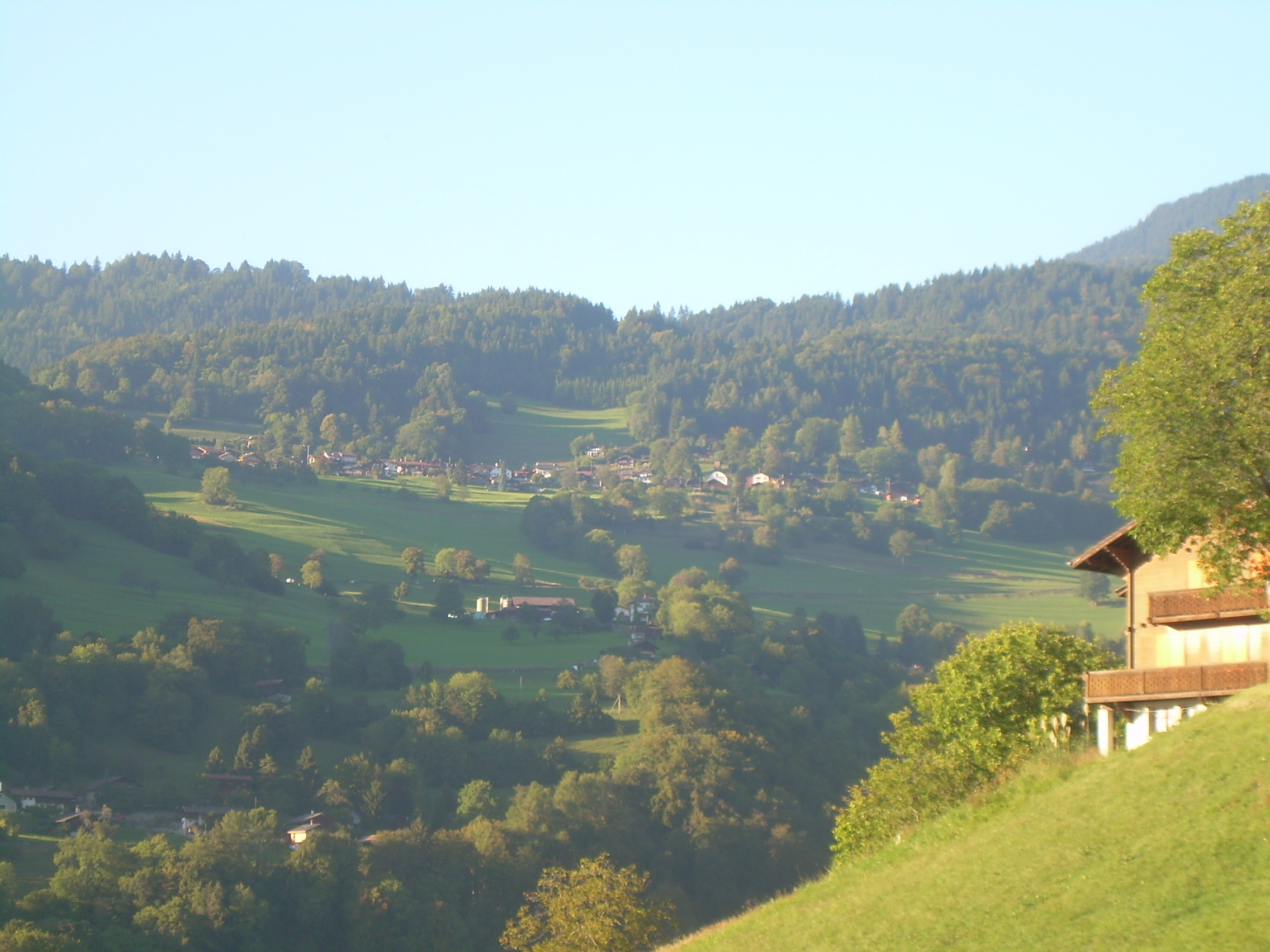
Village de Huémoz et hameaux d'Auliens et Forchex, photographie prise depuis Fenalet-sur-Bex

« Les Combes est un lieu-dit fréquent pour désigner des petites vallées et des dépressions de terrains ». 
Les Combes et Auliens sont deux hameaux. Une chapelle est attestée au XIVe siècle, elle est déplacée ensuite à Huémoz. Les habitants de ces deux hameaux étaient paroissiens d'Ollon et dès la création de la paroisse de Huémoz, ils ont été liés à cette paroisse (1824-1845 / 1860-1999). De 1899-1974, les enfants étaient scolarisés à Huémoz, bien que dans les dernières années, les enfants de la commune d'Ollon aient été répartis sur l'ensemble des établissements scolaires de la commune. Depuis la construction du collège de Perossalle à Ollon, les enfants des Combes et d'Auliens y sont scolarisés de la 1re à la 11e HarmoS.
Ces deux hameaux conservent des bâtiments du XVIIIe siècle et un petit grenier a été déplacé des Combes à Villars en 1725. Au XIXe siècle, apparaissent les premières maisons en pierres et maçonneries. Et à la fin du XIXe siècle, une pension de famille est construite à Auliens. De nos jours, une exploitation de vaches laitières subsiste à Auliens.
Les deux hameaux se situent sur la ligne de bus 144 des TPC, Aigle-Ollon-Huémoz-Chesières-Villars.

## Toponymie
L'étymologie du nom de Huémoz est incertaine. En 1300, le village est désigné par « Nemo », puis « Huemo » en 1404. En 1684, il est question de « Heusmon ». En 1745, il est désigné par « Hüemoz » et « Hémoz » en 1811.
Le nom du village se prononce « ouèmo » et l'on entend parfois « ouèm », surtout chez les personnes âgées.

## Population et société

### Gentilé et surnom
Les habitants de la localité se nomment les Huémerdoux ou les Huèmelouds. 
Ils sont surnommés les Tantoux (lou Tantou en patois vaudois). Ce nom pourrait renvoyer à la lenteur que les habitants mettraient à l'ouvrage ou à prendre des décisions (tantou = tantôt ou bientôt), ou au son fêlé de la cloche du village (avant son remplacement en 1909).

## Histoire
Attesté depuis 1300, le village de Huémoz se situe dans un espace dit de « Mi-Monts », soit entre la plaine et la montagne où se situaient les pâturages d'estive. Après Ollon, chef-lieu de la commune, Huémoz était le village le plus important du territoire. Huémoz était en effet le principal des six dizains (ou quartiers) du haut de la commune. Le village avait un syndic, un notaire, un office d'état civil, une bourgeoisie. Un Conseil se chargeait des problématiques liées à l'eau, à l'école, à la police rurale et à la messagerie. Les autres domaines de gestion comme la justice, les alpages collectifs, l'entretien des chemins, se géraient au niveau communal. Le village essaya de se séparer d'Ollon en 1824 mais sans succès. 

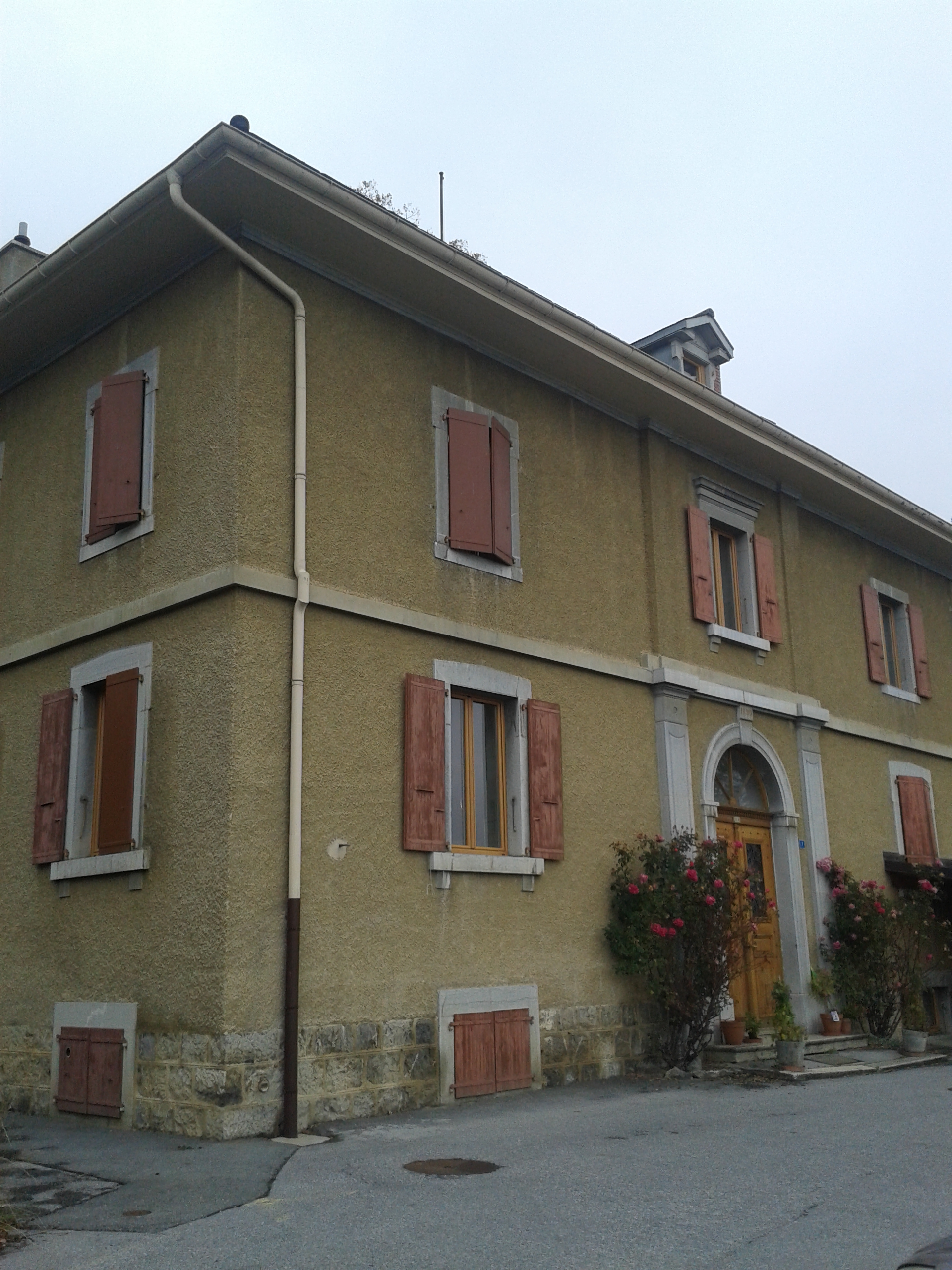
Huémoz, ancien collège.

En 1899, une école fut construite à Huémoz pour accueillir les élèves du village et ceux des hameaux voisins. Il ne s'agissait plus d'une simple salle louée chez un particulier ou d'une section de maison aménagée en salles de classe (dès 1860), mais d'un bâtiment en pierre à deux étages proche du Temple. Le premier étage du bâtiment comportait deux grandes salles de classe. Le niveau supérieur logeait l'instituteur. L'école servait aussi de lieu de rencontre pour les sociétés et de bureau de vote. En 1937, une restauration des fondations et de l'intérieur du bâtiment fut entreprise par l'architecte Charles de Kalbfuss. En 1948, une petite salle de gymnastique lui fut adjointe. Fermeture de l'école du village en 1974. En 1981, une grande salle à usage multiple fut construite au niveau du sous-sol. 
En 1975, le collège de Perrosalle d'Ollon fut inauguré, ce qui permit d'y scolariser les enfants en classes primaires, habitant le bas de la commune ainsi que ceux de Panex et de Plambuit. Actuellement, tous les élèves du secondaire sont scolarisés à Ollon). 
Pendant des années, l'activité principale du village fut l'agriculture de montagne qui comprenait l'élevage de bétail (bovins, ovins et caprins) mais aussi la culture de céréales à usage humain et animal, des fèves, des pommes de terre (cultures aujourd'hui abandonnées). En plus des terrains situés autour du village (soit des prés, des champs, des vergers et des jardins potagers), les habitants possédaient des forêts sur les territoires communaux, des vignes à Ollon ou Antagnes, des châtaigniers à Antagnes et des pâturages à Villars, Les Ecovets, Bretaye, Le col de la Croix, voire plus loin comme Solalex. Une partie des revenus des familles provenait aussi du travail des hommes aux mines de sel de Bex. Puis, avec l'essor du tourisme de montagne à la fin du XIXe siècle (marche puis ski, qui est encore l'activité principale de la station de Villars-Gryon), l'économie pastorale céda le pas à celle des sports d'hiver. Le village eut une foire de 1584 à 1904 (quasi inexistante depuis 1854-1897). Et, jusque dans les années 1990, des concours du syndicat d'élevage de Huémoz, créé en 1936, étaient organisés) sur la place du village entre le Temple et le collège. 

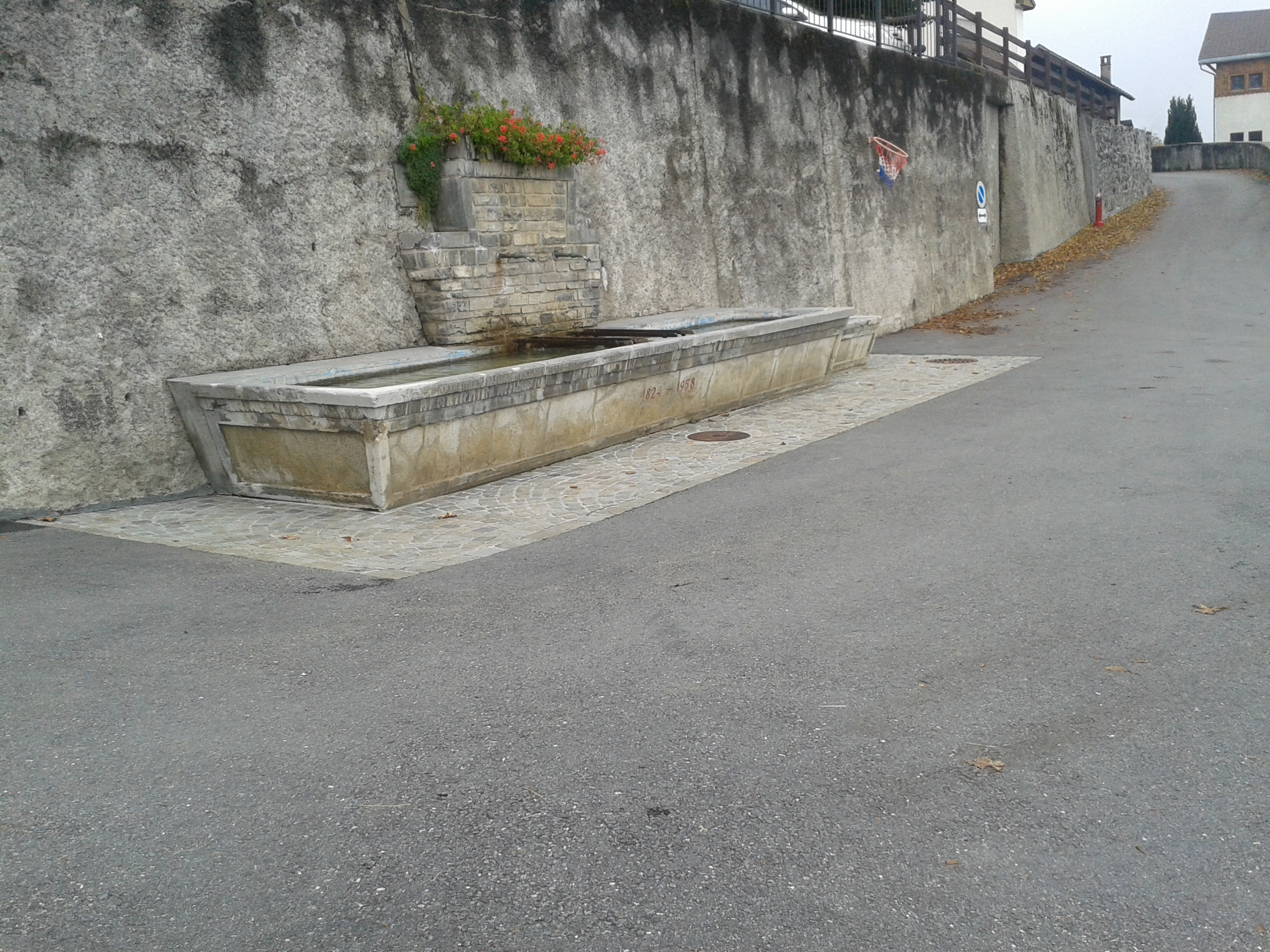
La fontaine Saint-Georges située à la rue de l'église, à proximité du temple et de la grande salle du village, sous le mur de la place de l'ancien collège.

Le village comporte trois fontaines. La grande fontaine (à côté de l'ancienne boulangerie) a été construite entre 1775 et 1779. En 1795, sa forme définitive lui est donnée. La petite fontaine vers la route cantonale construite en 1870, elle a été déplacée de quelques mètres lors de l'aménagement de la traversée du village en 2010. Enfin la fontaine dite de Saint-Georges, à côté du temple, a été construite en 1824 et ancrée dans le mur de la place du collège pour éviter son affaissement du fait qu'elle a été construite sur une doline. Actuellement, l'eau potable provient de la source communale du Poutet. Des pompages dans la nappe phréatique sont toutefois nécessaires en hiver lorsque la station de Villars est en pleine activité. Cette eau est alors utilisée pour approvisionner les villages du bas de la commune (dont Ollon). À noter que depuis 1973, Huémoz possède un réseau des eaux usées qui est directement déversé dans la station d'épuration d'Ollon. Et en 2005, un nouveau règlement communal impose la séparation entre eaux usées et eaux propres. À Huémoz, les travaux s'effectuèrent en 2008-2010.
En 1812, le Petit Conseil vaudois accorda une « tine à sel » à Huémoz, Pierre-Louis Amiguet étant premier « détailleur de sel ». Hormis l'agriculture et l'extraction et vente du sel, il existait d'autres industries au village. En 1862, on recense dans le dizain de Huémoz, 15 artisans, dont trois forgerons, un confectionneur de gibernes et un fabricant de râteaux et de cannes en bois sculpté.
Durant des siècles, la route qui montait d'Ollon à Chesières en passant par Glutières et Huémoz était très pentue ; elle servait aussi à faire dévaler le bois jusqu'en plaine. À la demande des villageois du haut de la commune, une route carrossable empruntant un autre tracé fut construite dès 1867. En 1895, elle fut prolongée de Chesières à Villars. Très rapidement les habitants de Huémoz se plaignirent de la circulation trop rapide des diligences (vitesse estimée à 8-10 km/h) et qui abîmaient la route. En 1936, celle-ci fut goudronnée. Depuis la création de cette voie de communication et le développement de la station, le village, très étroit est coupé en deux. Un aménagement important de la route cantonale (RC 719b, route principale H147) a eu lieu en 2008-2010. 
Notons encore que cette route accueille depuis 1953 une course de côte et depuis 2001 une démonstration de voitures anciennes : la Ollon Villars International Motor race / Rétrospective Ollon-Villars. Longtemps, le rallye des Alpes vaudoises ou Course de côte Ollon - Villars s'est aussi déroulé sur cette route, non sans protestations de la part des riverains. Il faut ajouter à cela le passage régulier des cyclistes du tour de Romandie (comme en 2013, voire ceux du tour de Suisse et du tour de France comme en 1997).
À la fin du XIXe siècle, la question du développement des infrastructures de transit des voyageurs se posa en termes de développement des transports publics. Pour compléter l'offre des diligences montant par la route Ollon-Chesières-Villars, les notables proposèrent deux projets pour atteindre le haut de la commune. Un projet envisageait la construction d'une ligne de chemin de fer partant d'Aigle pour monter jusqu'à Villars. Pendant le même temps, un autre projet ferroviaire tablait sur une ligne Bex-Villars. C'est cette proposition qui fut adoptée. Ainsi, en 1898, le train roulait de Bex au Bévieux. En 1900, il montait jusqu'à Gryon et jusqu'à Villars une année plus tard. Cette innovation dans les transports fut possible grâce à l'introduction de l'électricité sur l'ensemble de la commune et celle de Gryon en 1895-1896. Il prit le nom de Chemin de fer Bex-Villars-Bretaye lorsque la ligne fut prolongée jusqu'à Bretaye.

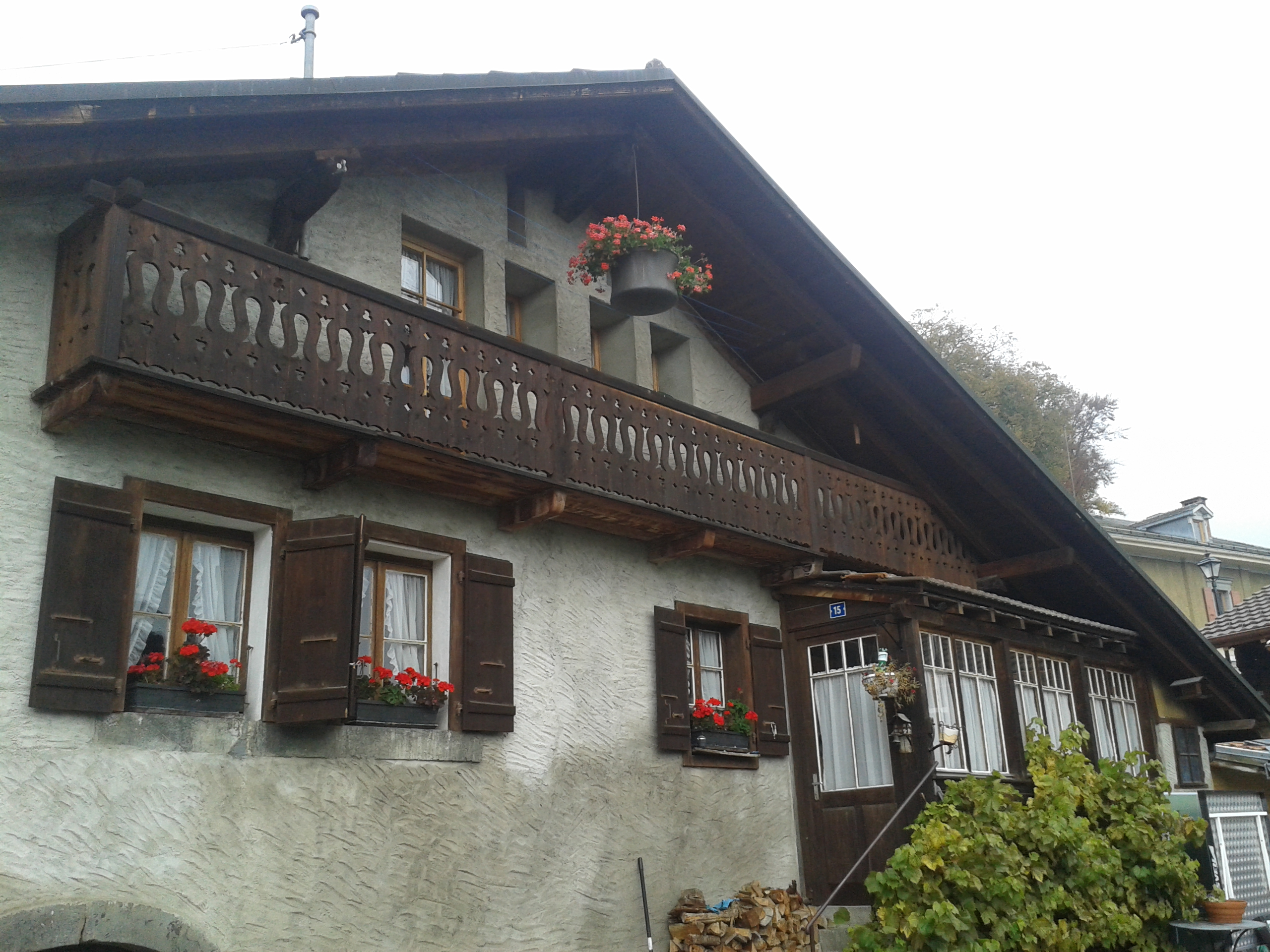
Huémoz, maison en pierre.

Dès 1861, le village, comptant alors 250 habitants, fut pourvu d'une poste. On y trouve en 1875 un dépôt comptable. Le bureau de poste déménagea plusieurs fois au cours du XIXe et XXe siècles, avant d'être fermé en 1994. Actuellement, les habitants de Huémoz sont liés à la poste de Villars. Par conséquent, le numéro postal du village changea plusieurs fois : 1857, 1861 et actuellement 1884. 
Le versant Ollon-Villars de la commune, qui inclut Huémoz, est desservi par une ligne de bus. Après une alternance cheval-automobile, c'est en 1928 que les moteurs s'installent définitivement sur le tronçon. Les car postaux arrivent en 1936, puis cette ligne est prise en charge par la compagnie du Chemin de fer Bex-Villars-Bretaye (BVB), aujourd'hui intégrée aux Transports publics du Chablais (TPC). 
Entre 1868 et 1949, le télégraphe puis le téléphone (200 abonnés en 1949) ont été installés dans la commune. En 1972, la commune procéda, sur l'ensemble du territoire communal, à la rénovation de la distribution des eaux et, en 1974, Huémoz est relié au gaz naturel. Le 1er janvier 2014, comme dans le reste de la commune d'Ollon, Huémoz est passé à la « taxe au sac », c'est-à-dire à l'utilisation de sacs poubelles taxés qui se distinguent par leur couleur blanche.
Comme tous les villages bâtis très serrés, Huémoz a toujours craint le feu. S'il y a eu de fréquents incendies d'habitations, d'écuries ou de granges, l'agglomération a été protégée par un service du feu local, d'abord de Huémoz, puis au niveau communal et même intercommunal dans le SDIS Les Salines depuis le 1er juillet 2007.

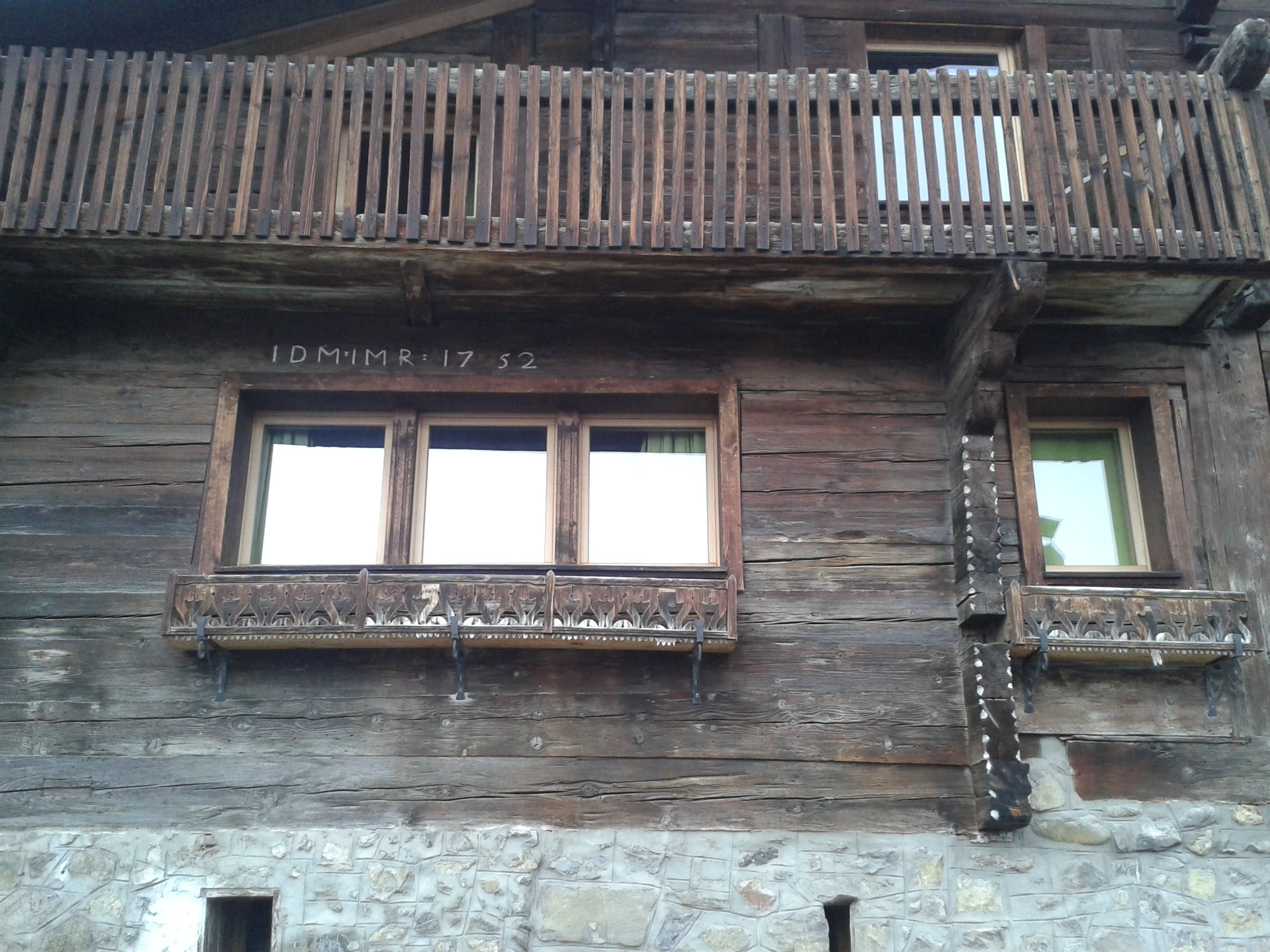
Huémoz, façade de chalet en madrier.

Une société de laiterie-fromagerie existait déjà à Huémoz en 1850. Elle est dotée en 1953 d'un nouveau bâtiment, mais cessa son activité de vente au détail dans les années 1990. Actuellement, l'ancienne laiterie a été aménagée en maison d'habitation.
Une première boulangerie ouvrit en 1938. M. Paul Cavin faisait alors son pain au four de la maison H. Moret-Jouvenat. Quelques années plus tard, il acheta le bâtiment de Alice Gutmann-Turel qu'il transforma et y établit une boulangerie moderne, secondé par son gendre, M. Émile Despont. Celui-ci remit la boulangerie en 1972, qui ferma en 1978. Une autre boulangerie perdura jusque dans les années 1995-2000. D'autres magasins et entreprises ont disparu dans la seconde moitié du XXe siècle, tout comme le café-restaurant « Le Raisin » appelé aussi « Café de la Marine » peu avant sa fermeture définitive dans les années 2005.
À l'orée du XXe siècle, l'économie générale du village changea. De nombreux pâturages de Villars furent vendus, contribuant ainsi à assurer l'essor de la station, ce qui se fit au détriment des pâturages d'été. De nombreux habitants du village purent travailler dans la station naissante (hôtellerie, entretien des pistes de ski, construction, blanchisserie, couture...). L'agriculture s'est fortement réduite puisqu'il ne reste plus que deux familles qui en vivent. Leurs exploitations ont d'ailleurs été déplacées à l'extérieur de la localité (respectivement en 2003 et en 2006) Et, si le village recense deux entreprises actives dans le travail du bois, une entreprise de construction, des garages pour poids lourds, ainsi qu'une boutique de décoration, une grande partie des habitants se déplace jusqu'en plaine, hors de la commune, pour exercer une activité lucrative sur l'arc lémanique, jusqu'à Lausanne. 
Huémoz a connu une importante crise démographique dans les années 1960-1990. Dès 1980, de nouveaux habitants s'y sont peu à peu installés et des personnes qui s'en étaient éloignées sont revenues. Cet apport de famille a entraîné un rajeunissement de la population. Au fil des années, la typologie du villageois a changé puisque de plus en plus de personnes venant d'autres régions de Suisse ou même de l'étranger (pays anglophones en grande majorité) y ont aménagé. Ces emménagements ont aussi eu pour conséquence une réhabilitation du patrimoine immobilier avec de nombreuses restaurations de maisons en pierre et chalets en madriers ainsi que la transformation de granges en logements. Actuellement, la commune d'Ollon fait en sorte de préserver le caractère villageois de Huémoz. Il n'y a quasiment plus de terrains à bâtir et les rénovations se font selon des critères précis (préservation des bâtiments historiques et urbanisme) afin de préserver l'unité du village qui est, au même titre qu'Ollon et Saint-Triphon, classé à l'inventaire fédéral des sites construits à protéger en Suisse.

## Culture

### Paroisse de Huémoz
Dans le domaine religieux, Huémoz dépendait du diocèse de Sion (même si les bénéfices réguliers de la paroisse d'Ollon étaient liés à l'Abbaye de Saint-Maurice) jusqu'à la réforme protestante (1528). Au XIVe siècle, la présence d'une chapelle, sise au hameau des Combes est attestée. Le 2 juin 1440, le pape Félix V autorise la construction d'une chapelle au village. Celle-ci qui devait être desservie par le curé d'Ollon ou son vicaire. Mais en 1475, ce territoire, conquis sur la Savoie par les Bernois dans le cadre des guerres de Bourgogne, appartient au Mandement d'Aigle, administré par Berne, qui va y imposer très tôt la Réforme. Ainsi, le Mandement d'Aigle est la première région du territoire francophone du Pays de Vaud à avoir officiellement passé au protestantisme en 1528. 
Un édit de Réformation pour les bailliages bernois est publié le 7 février 1528. De 1527 à 1532, le réformateur Guillaume Farel prêche la réforme dans la commune d'Ollon. En 1532, Claude Dieudonné est nommé premier pasteur d'Ollon. En 1695, pour seconder le pasteur, un conseiller consistorial est nommé pour Huémoz. Son rôle consiste à gérer les collectes, la Bourse des pauvres et faire régner les bonnes mœurs au village. 

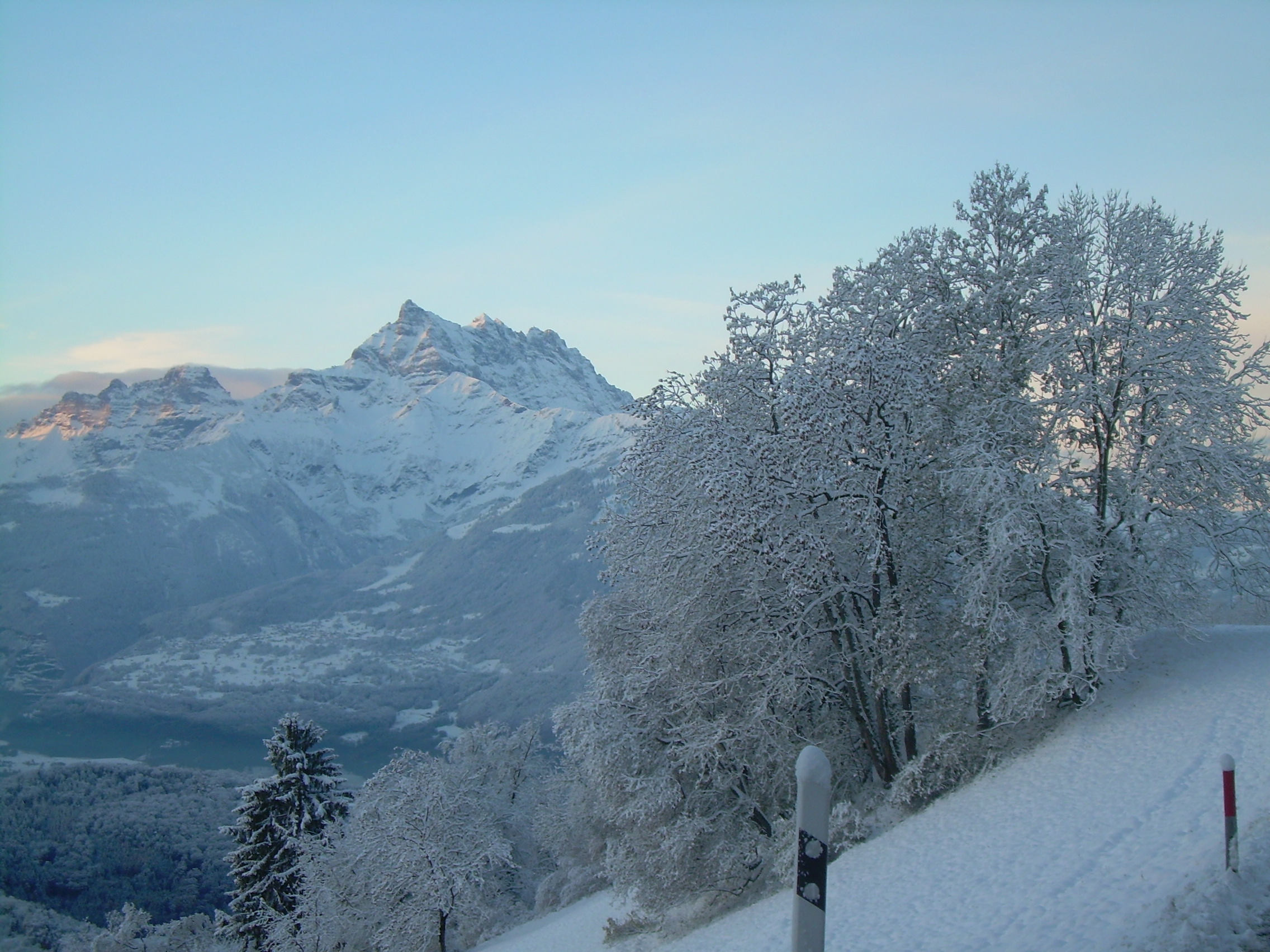
Dents du Midi, photographie prise depuis Huémoz sur la route menant à la petite cascade

Le Consistoire qui siégeait à Bex, exerçait une juridiction morale (danse, grossesse hors mariage, inimitié, violence conjugale) et sociale (charivaris, déprédations, maraudes, promesse de mariage...), et luttait contre certaines rémanences d'habitudes catholiques, considérées comme des superstitions : signe de croix, pater et Ave Maria (Je vous salue Marie) ... Certaines personnes profitaient aussi des moments d'estive pour passer sur sol valaisan et se rendre à la messe. C'est le cas entre Anzeindaz et Derborence. Des paroissiens réformés se sont aussi rendus aux missions prêchées par les capucins à Saint-Maurice dès 1602. Ces prédications très festives qui mettaient l'accent sur la dévotion eucharistique, mariale et le recours à la confession ont été organisées en Savoie et en Valais afin de convertir les populations de ces régions qui étaient devenues réformées comme dans le district de Chablais en Savoie ou bien celle qui était composée de sympathisants au protestantisme (comme à Saint-Maurice ou à Sion). Les pères capucins insistaient aussi sur l'enseignement, entre autres par les prédications, mais aussi par la preuve de l'efficience de la foi catholique obtenue au cours de controverses publiques. C'est ainsi que l'ouvrage des Trophées Sacrés mentionne une longue dispute théologique qui aurait opposé des pasteurs de Bex aux capucins installés à Saint-Maurice.  
En 1824, Huémoz est érigé en paroisse protestante et ce, jusqu'en 1845. En 1830, le pasteur Charles Troillet devient le premier pasteur résident au village. Il est alors question de construire un cure dans la localité. En 1860, Huémoz est à nouveau érigé en paroisse jusqu'en 1999, bien qu'en 1947 Villars en soit détaché pour être érigé en paroisse autonome. Jusqu'à la création de la paroisse de la station de Villars, les hameaux de Glutières, Forchex, Palluères, Auliens, Les Combes, Curnaux, Chesières, Villars, Arveyes, Panex et Plambuit étaient liés à la juridiction de Huémoz. Durant de nombreuses années, un pasteur résida au village dans une cure aujourd'hui détruite mais durant les 30 années qui ont précédé la fusion des paroisses de la commune d'Ollon, les pasteurs étaient généralement des remplaçants non-résidents et les pasteurs manquaient régulièrement.
Depuis 2000, Huémoz fait partie d'un réseau paroissial plus large englobant Ollon, Huémoz et Villars. Deux pasteurs desservaient cette entité. Un ministre de l'Église évangélique réformée du canton de Vaud (EERV) était domicilié à Ollon et l'autre à Villars. Des cultes centraux étaient régulièrement célébrés au village et, chaque année, une « fête paroissiale » y était organisée.
Dans les années 2020, le temple de Huémoz reste intégré à la paroisse réformée d'Ollon-Villars qui comprend les temples d'Ollon, de Huémoz et de Villars. Si les cultes n'y sont plus célébrés tous les dimanches, ils ont lieu plusieurs fois par année à Huémoz. Cette paroisse est desservie par les ministres de la paroisse réformée d’Ollon-Villars et d'autres ministres des paroisses réformées voisines et elle est intégrée dans un ensemble plus vaste de la région du Chablais vaudois qui regroupe plusieurs paroisses et gère ensemble de nombreux aspects des activités pastorales à savoir : Paroisse de Villeneuve-Haut-Lac, Paroisse des Ormonts-Leysin, Paroisse d'Aigle-Yvorne-Corberyier, Paroisse d'Ollon-Villars et Paroisse des Avançon.

### Et les catholiques

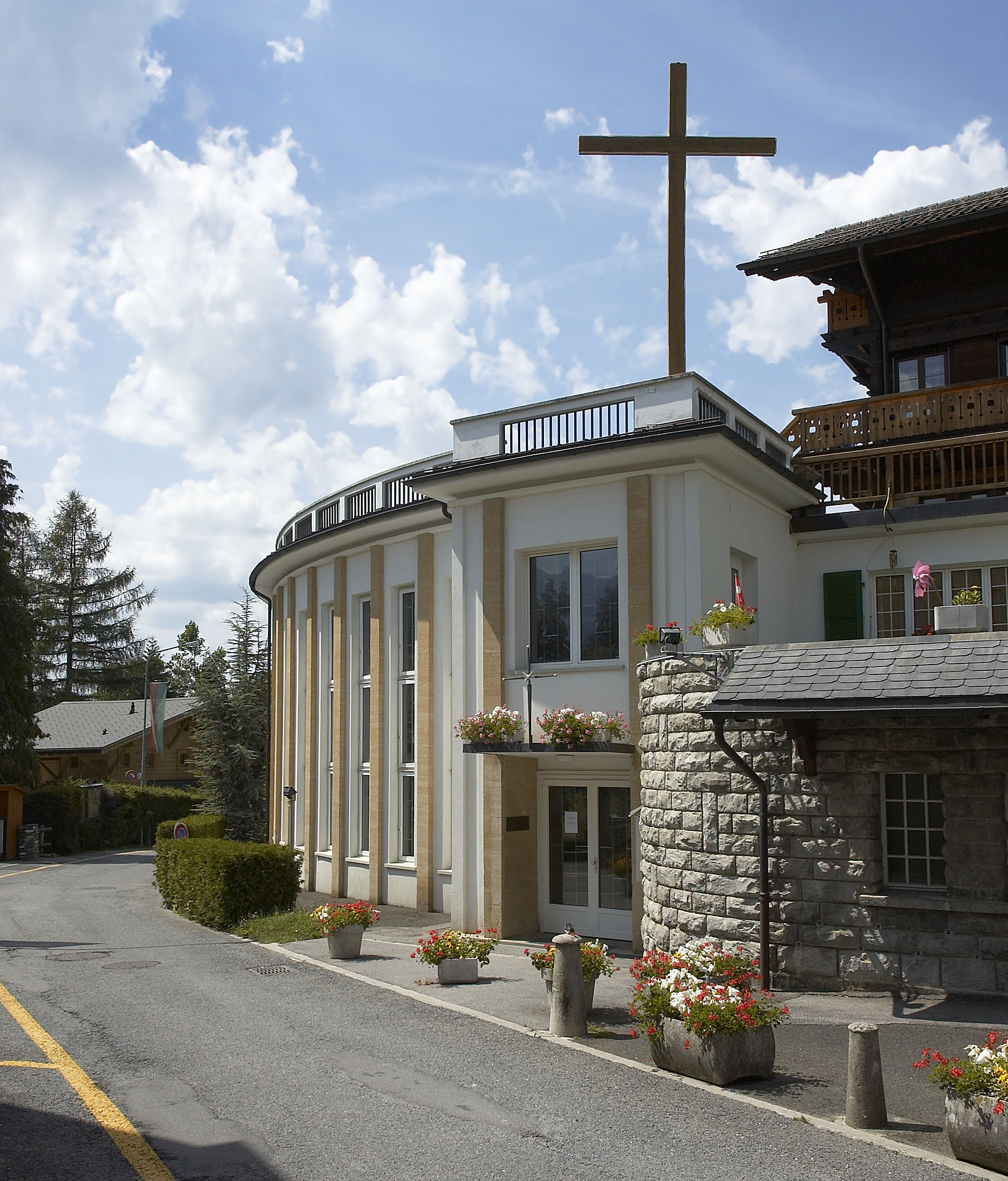
Église catholique de Villars-sur-Ollon.

Si Huémoz ne connaît pas de lieu de culte catholique, les fidèles de l'église romaine sont rattachés à la paroisse de Villars-Gryon. Si la paroisse se trouve dans le canton de Vaud, elle fait partie du Décanat d'Aigle qui est l'unique décanat vaudois du diocèse de Sion. 
À Villars, la première implantation matérielle d'un lieu de culte catholique est, en 1888, celle d'une chapelle installée dans une annexe de l'Hôtel du Muveran. Cette dernière est bénie par l'abbé de Saint-Maurice, Étienne Bagnoud et les services religieux sont assurés par le curé d'Aigle. En 1955, l'actuelle église est construite sous la gare (forme triangulaire du bâtiment, façade incurvée, formes semi-circulaire à l'intérieur, mur du chœur décoré par une grande photographie de désert, galerie et chapelle latérale). Elle sera consacrée en 1977 et la commémoration de cet événement est gravé dans le marbre noir du chœur. 
Cette paroisse a été érigée en 1996 sous le titre de Notre-Dame de l'Assomption. Avant cette date, il s'agissait d'un rectorat. En fait, en avril 1992, Henri Schwery (évêque du diocèse de Sion) et Henri Salina (évêque et abbé de Saint-Maurice) confient les paroisses catholiques du Chablais vaudois aux chanoines de l'Abbaye de Saint Maurice et nomment une commission afin de redéfinir et répartir les juridictions diocésaines et abbatiales. En 1996, Norbert Brunner officialise ces nouvelles répartitions. Trois rectorats de la région deviennent paroisses à ce moment soit : Ollon, Leysin-les-Ormonts et Villars-Gryon. Le premier curé de la nouvelle paroisse du haut de la commune d'Ollon est le chanoine Maurice Schubiger. En 2008, la population catholique de la paroisse de Villars-Gryon s'élevait à 1233 personnes. Cette paroisse est typique de celle d'une station touristique de montagne. Elle voit ainsi la communauté s'agrandir, principalement en hiver, et doit s'adapter aux paroissiens de passage dont la langue maternelle n'est pas toujours le français. Dans les faits, un certain nombre des paroissiens catholiques de Huémoz se rendent aussi volontiers à la messe à Ollon.
En 2019, l'ensemble des paroisses du Secteur pastoral d'Aigle (dont celle de Villars-Gryon) ne sont plus desservies par les Chanoines de l'Abbaye de Saint-Maurice mais à nouveau par les prêtres du diocèse de Sion. Cette situation est liée à la diminution du nombre de Chanoines ce qui rendait cette tâche impossible. Ce changement est le fruit d'un accord concerté entre Mgr Jean Scarcella, Abbé de l'Abbaye de Saint-Maurice et Mgr Jean-Marie Lovey, évêque du diocèse de Sion.

### Temple (ou église protestante de Huémoz)

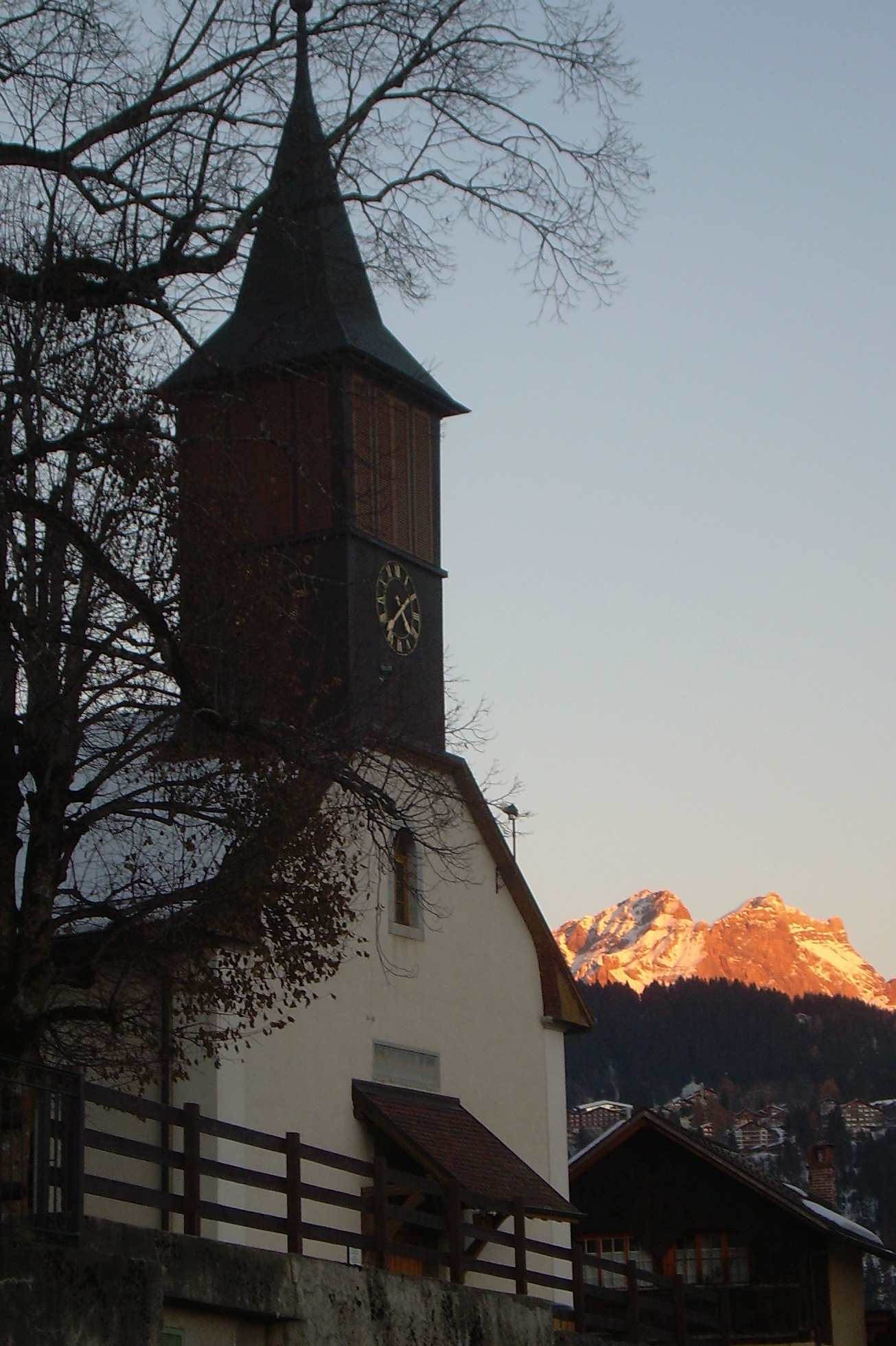
Temple soit église réformée.

Autorisée en 1440, la chapelle de Huémoz semble avoir été construite sur le modèle de l'église réformée Saint-Victor d'Ollon. On ne sait pas grand chose de ce bâtiment religieux, mais il semblerait qu'en 1708 il était à peu près similaire à celui qui se dresse de nos jours. L'édifice était pourvu de vitraux (1701-1702) et d'un couvert (1732). Abîmé, le temple aurait été réparé vers 1775 par le Maître Joseph Jullie (ou Julietti) soit : extérieur, clochers, plâtres, intérieur. À cette époque, le temple est pourvu de vaisselle liturgique, de bancs en bois, d'un autel, d'une chaire en bois, de pavés en pierre, d'une galerie (appelée l'« Allée »).
Étant donné l'état de délabrement de bâtiment au XIXe siècle, des travaux d'assainissements principalement du clocher doivent être envisagés. Après de premières rénovations en 1828, l'église protestante, soit temple, est construite en 1841 par l'architecte lausannois Henri Perregaux et son associé Achille de La Harpe. La construction se fait selon un plan traditionnel avec chevet à trois pans, comme on l'observe déjà au temple de Mézières (1706), modèle du genre. Henri Perregaux reprend le même schéma aux temples des Charbonnières, de Forel (Lavaux) et de La Praz. « En 1844 lors de la transformation, le conseil qui s'occupe de la réparation de l'église précise : 1. « Que les croisées de l'Église seront faites en bois de mélèze de première qualité. 2. Que la porte d'entrée du clocher sera en bois de noyer - que l'autre sera en sapin. » [...] Le pasteur Nicaty propose de faire graver la pierre qui se trouve encore au-dessus de la porte d'entrée [du clocher ???] et qui porte l'inscription : « ma maison est ma prière ». » Toujours à la même époque, il est décidé d'installer une horloge à deux cadrans, ce qui semble être fait en 1847. D'autres aménagements intérieurs et extérieurs interviendront jusqu'en 1910 (gypserie, portes doubles, citations bibliques sur les murs...). Lors de cette construction, il est aussi décidé d'éloigner le cimetière du temple. Il se trouve actuellement entre Huémoz et Chesières au lieu-dit Les Tannes. En 1845, le bâtiment peut être inauguré. Sur le fronton de la porte principale du bâtiment est sculptée la citation biblique suivante : « O Eternel, j'élève mon âme à toi » (Ps 25,1).
À noter que jusqu'en 1909, c'est la cloche [fêlée] de l'ancienne église qui est utilisée. Elle doit avoir été fondue au XVe siècle ou au début du XVIe siècle et porte l'inscription latine suivante : « Ave Maria gratia plena Dominus tecom », soit : « Je te salue Marie pleine de grâce, le Seigneur est avec toi ». Cette citation biblique de l'Annonciation à Marie (Lc 1,28) est aussi la première phrase de l'Ave Maria ce qui est un bon témoignage du passé catholique de la région. Le clocher surmonté d'une girouette en forme de coq est actuellement pourvu de trois cloches (électrifiées depuis 1951). 
Ces trois cloches sont : la cloche Adam et Ève (1601), la cloche de Treboux (1845) et la cloche d'Arnoux (1909). La première, la plus petite en taille (38 cm de diamètre) a été fondue en 1601 par Pierre Guillet, installé à Romont et porte des décorations végétales, une représentation d'Adam et Eve dans le Jardin d'Eden et une tête d'angelot qui indique le texte de l'inscription franco-latine suivante : « VENE ESCOUTER LINSTRUCTION DU SEIGNEUR NOUSTRE DIEU ANNO DOMINI M.D.C.I ». La deuxième cloche, plus grande (82 cm de diamètre) a été fondue en 1845 par Samuel Treboux de Vevey (le nom de la commune, la date de la fonte de la cloche et le sceau du fondeur sont apposés sur la cloche). Elle est en outre décorée de motifs végétaux, de guirlandes et de flammes. La dernière, la plus grande des trois et la plus récente (1 mètre de diamètre), a été fondue en 1909 par Charles Arnoux d'Estavayer. En plus du texte qu'elle porte, « JE TE LOUERAI PARMI LES PEUPLES » (Ps 57,10 ou Ps 108,3), elle est entre autres décorée de motifs de guirlandes. Y est aussi apposé le nom de la commune, la date, l'écusson vaudois et le sceau du fondeur.
En 1932, le temple est restauré une nouvelle fois. Il est principalement question des décorations murales intérieures dont les thèmes sont les grandes étapes de la Révélation (Bible), l'histoire de l'Église (avec le rappel des prédications de Guillaume Farel par la représentation de son épée) et l'histoire locale (armoiries). Les peintures sont de Zaugg et Blanc de Lausanne sous la direction de l'architecte Brügger qui vient lui aussi du chef-lieu du canton.
En 1963, une nouvelle restauration a lieu sous la direction de l’architecte Thomsen d’Aigle. Les travaux touchent autant l'intérieur que l'extérieur du bâtiment. « Sur l’abat-voix de la chaire cette sentence [est inscrite] : « La parole du seigneur demeure éternellement ». Après les travaux, l'édifice est inauguré en 1963. En 1973, les paroissiens payent le premier acompte de l'achat de leur orgue.
Le bâtiment a été inscrit à l'inventaire suisse des biens culturels d'importance cantonale (B) en 1991.

### L'Abri
Dans les hauts du village, se trouve une communauté protestante anglophone appelée « L'Abri » ou « L'Abri Fellowship International (en) ». Ce lieu de ressourcement, de questionnement et d'études bibliques et théologiques a été fondé en 1955 par Francis et Edith Schaeffer. Depuis, leur travail se perpétue en Suisse et dans d'autres pays d'Europe, d'Amérique, en Australie et en Corée. L'Abri est composé de sept chalets et d'une équipe d'encadrants composés de personnes célibataires et de familles. La communauté possède une chapelle au village, appelée « Farel house ». Des services religieux en anglais y sont régulièrement organisées ainsi que des conférences ou des moments de convivialité. Le chalet principal, Bellevue, avait été une pension de famille puis, du début des années 1960 au milieu des années 1980, un Home de réadaptation pour enfants Infirmes moteurs cérébraux.

## Vie locale
De 1736 à 1884, l'une des premières sociétés de chant sacré du pays de Vaud fut active sous le nom de Société des chantres de l'église de Huémoz. Parallèlement, depuis 1877, Huémoz possède un chœur d'hommes : L'harmonie des Chalets, créée en 1877, puis à nouveau en 1888 après quelques années d'intermède sans activité musicale. Mis à part une éclipse qui dura de 1898 à 1895 et quelques interruptions durant la période de la Seconde guerre mondiale, elle a toujours été en activité. La situation actuelle lui a permis de fêter son 125e anniversaire en mars 2002. Un CD a même été enregistré en 2008.
Jusque dans les années 1968-1970, le village possédait aussi une fanfare appelée Écho du Crêt que les gens appelaient souvent Fanfare de Huémoz (qui se confond parfois avec La Musique de Huémoz). En 1920, Otto Held fonde un orchestre champêtre appelé La Musique de Huémoz. Cette dernière société sera dissoute en 1960 mais en 1972, son fondateur disait de cette société qu'elle se composait « d'excellents solistes capables de jouer à vue si bien qu'il n'y a jamais de répétition ». Son drapeau serait au collège. 
Pourvu d'un stand de tir 300 m, qui accueille les tireurs du jubilé des 25 ans de l'abbaye du Chamossaire et abandonné en 2004 au profit de celui des Grandes Iles d'Amont, Saint-Triphon), Huémoz fut pourvu de plusieurs sociétés de tir. En 1821, la première à être fondée fut celle de l'Abbaye de l'Union d'Ollon-Montagne, société de tir à la carabine. La plus grande fête de l'Abbaye a lieu toutes les années à l'Ascension. S'il ne subsiste de nos jours que le tir et la rencontre des membres, ces derniers défilaient encore dans le village (avec cordon et couronne) jusque vers la fin des années 1990. En 1991, l'abbaye participa aux commémorations du 700e anniversaire de la Confédération suisse en organisant, à l'Ascension, un tir spécial, celui du 700e. En 1972, l'abbaye qui participe à l'Assemblée des Abbayes vaudoises à Lausanne, fête ses 150 ans. En 1996, la société fêta son 175e anniversaire. Développer et vérifier. 
En 1912, la société de tir Edelweiss d'Huémoz fut créée à son tour. Elle organisait des assemblées annuelles et elle participait encore à des concours de tir militaire en 1986, année où elle obtient le prix du Challenge du Général Guisan lors de la 161e Assemblée des carabiniers vaudois. Une autre société de tir, Le Tir franc de Huémoz, aurait aussi existé. D'autres sociétés auraient encore existé au village de Huémoz comme la Société de Jeunesse de Huémoz ainsi que la bibliothèque de Huémoz (1888) dont une partie des livres ont longtemps été conservés au collège.

## Sources archivistiques

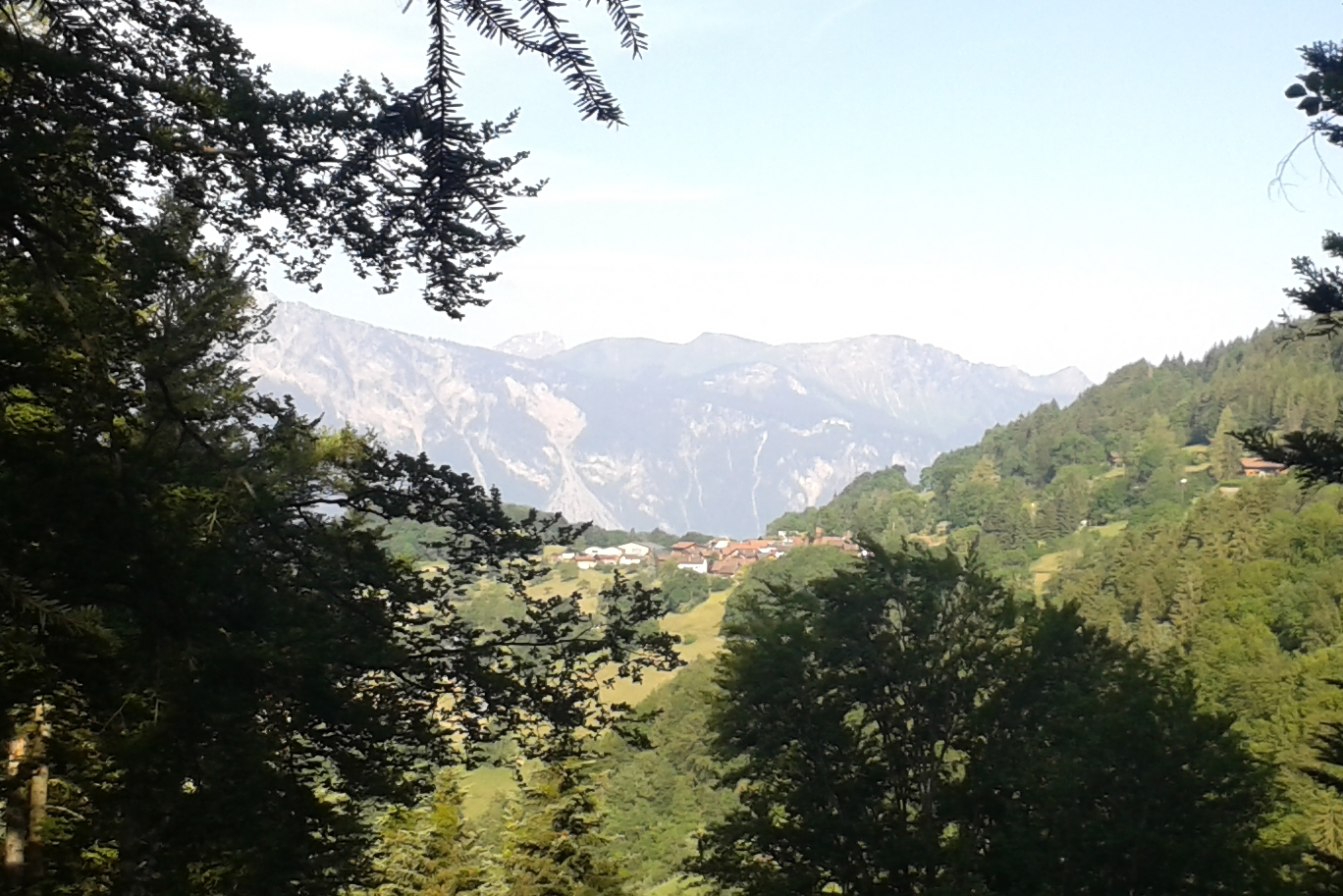
Plateau de Huémoz et son village, photographies prise depuis Arveyes.

Pour ce qui est de la commune d'Ollon et de Huémoz en particulier, les sources archivistiques sont complexes car variées. Cette éclatement des sources est dû à l'histoire de la région qui fut romaine, burgonde vers 515 (La Burgondie passe aux mains de Charlemagne en 771 puis Bourgogne transjurane), savoyarde (maison et duché de Savoie dès 1034), bernoise (1475) puis elle intégra le canton du Léman au sein de la République helvétique (1798-1803) et à partir de 1803 le canton de Vaud sous l'Acte de Médiation et à partir de 1814 au sein de la Confédération suisse. Elle fut aussi catholique (du diocèse de Sion et liée à l'abbaye de Saint-Maurice) puis réformée (1528).
Les archives intéressantes sont donc :
- Archives cantonales vaudoises (ACV) : concernant la Cure de Huémoz (SB 255/72) et l'église protestante (K IX 501-511 / K IX 521-523) ; concernant la route Huémoz-Chesières (SB 255/87); concernant la paroisse protestante d'Ollon (PP 257 Ollon / pour les registres : RMS 1/128.740-0-Eb 92/1-9) ; concernant les registres de la paroisse de Huémoz (Ed 68bis/1-5) ;
- Archives communales d'Ollon (AC) ;
- Archives cantonales valaisannes : concernant des lectures pieuses du soir au village de Huëmoz rière Ollon vers 1875 (CH AEV, AC Vouvry, P 1028/6); concernant l'assistance par la commune de Mey de Jules Siegler et famille domiciliés à Huémoz (Vaud), 1935-1936 (CH AEV, AC Mey, P 171) ;
- Archives du diocèse de Sion ;
- Archives de l'abbaye de Saint-Maurice (ou d'autres ordres religieux, les capucins en particulier qui s'installent à Saint-Maurice et à Sion au dans la première moitié du XVIIe siècle) ;
- Archives bernoises (pour certains documents religieux de la période bernoise comme ceux du Consistoire suprême) ;
- Archives du duché de Savoie puis du royaume de Piémont Sardaigne (Archives savoyardes de Turin, en italien : Archivio di Stato di Torino ainsi que les archives départementales de la Savoie à Chambéry) ;
- Archives religieuses privées locales : paroisse protestante (à la paroisse à Ollon) et pour la paroisse catholique de Villars (cure catholique d'Aigle) ;
- Archives privées d'institutions comme des musées, entreprises...
- Archives privées de sociétés : comme abbaye de l'Union, Harmonie des Chalets ;
- Archives privées de particuliers : comme des habitants de Huémoz ;
- Archives de la presse locale (L'Est vaudois, Presse Riviera Chablais, le 24 Heures...) : Ces documents sont consultables aux Archives cantonales vaudoises, à la Bibliothèque cantonale et universitaire du canton de Vaud mais aussi en ligne sur le site de la BCU : scriptorium.bcu-lausanne.ch.
D'autres sources (inexplorées en raison de leur complexité de classement) pourraient être exploitées comme les archives du Vatican. Avant la réforme, les sources intéressantes pourraient être celles de demandes de dispenses de mariage (par exemple en ce qui concerne la consanguinité selon l'Église catholique), les nullité de mariage, les légitimation d'enfants illégitimes. Après la Réforme, ce sont les archives de la Congrégation pour la Propagande de la foi qui pourraient être intéressantes.